# Ascoldo e Dir
Ascoldo e Dir (em nórdico antigo: Haskuldr / Hǫskuldr та Dyr / Djur), mencionados na Crônica de Nestor, na Primeira crônica de Novgorod e na Crônica de Nikon, foram os primeiros governantes conhecidos de Kiev.

## Crônica de Nestor

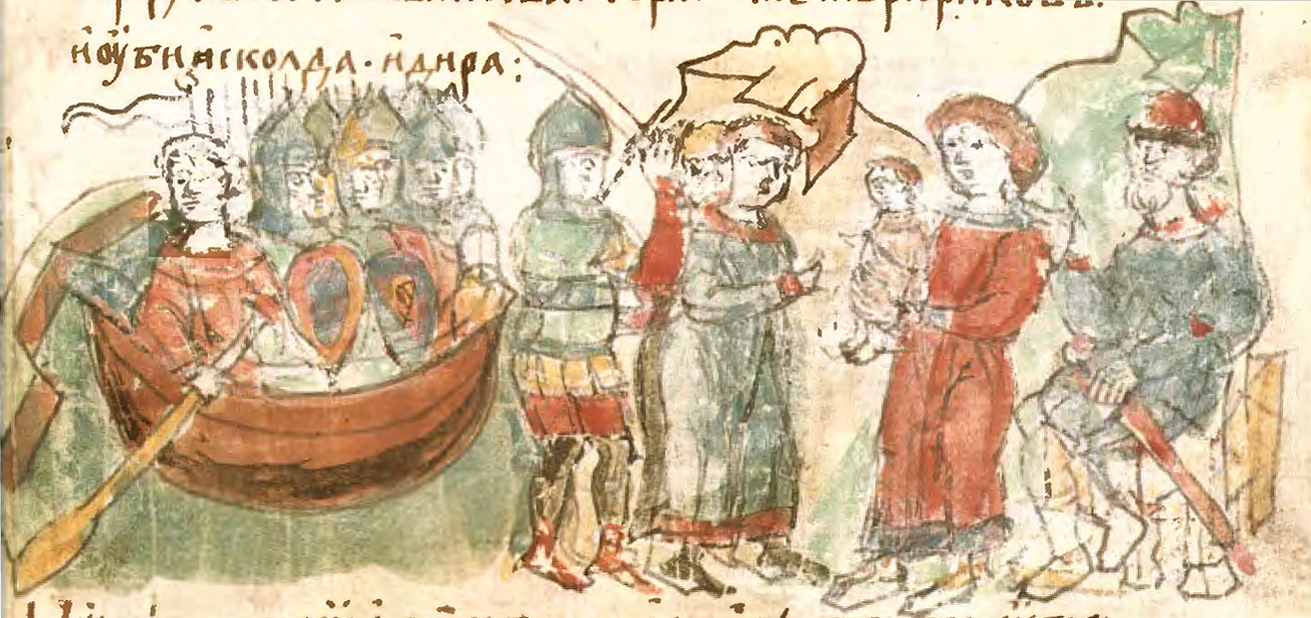
Assassinato de Ascoldo e Dir por Oleg. Miniatura da Crõnica de Radziwiłł (final do séc. XV)

A Crônica de Nestor relata que Ascoldo e Dir receberam permissão de Rurique para irem a Constantinopla. Enquanto viajavam no rio Dniepre, estabeleceram-se em Kiev, tomando o poder dos polanos orientais que estavam submetidos aos cazares. A crônica também diz que foram mortos por Olegue no ano de 882. De acordo com a crônica, Olegue emboscou e matou Ascoldo e Dir em um esquema bem elaborado.

## Almaçudi
Uma das únicas fontes estrangeiras a documentarem um dos governantes é o historiador árabe Almaçudi. De acordo com ele "o rei al-Dir [Dir] foi um dos primeiros reis dos saqaliba (eslavos)". Embora alguns estudiosos afirmem que "al-Dir" refere-se a um rei eslavo e contemporâneo de Dir, tal especulação é questionável vista que é provável que "al-Dir" e Dir fossem a mesma pessoa.